# 実効支配
実効支配（じっこうしはい、英: effective control）は、特定の国や勢力が、それと対立している国や勢力、あるいは第三国などの承認を得ないままに軍隊を駐留させるなどして一定の領域を実質的に統治している状態を指す。 有効支配、実効的支配ともいう。「実行支配」との表記は誤りである。

## 概説
たとえば、支配権を主張する現地に実際に軍隊などを駐留させている場合などに、実効支配がなされているとされる。一般に「実効」支配という言葉が用いられる事例は、外国政府による領有または政権そのものに対して国家の承認が伴っていないケースである。承認がなされない理由は、当該地域に関する他国との領有権問題や、政権の正統性に対する懐疑などである。
承認を受けていない政権で国家の一部の領域を実効支配するものは、「ゲリラ」「反政府組織」などの名称で呼ばれる。全土を実効支配する政権が承認を受けないことはまれだが、当初のソビエト連邦（ソ連）のように新政権のあり方に他の既存国家が難色を示している場合には起こりうる。

## 紛争地域・帰属未確定地域における実効支配の具体例

### 日本
- 千島列島(ロシア語名:クリル列島)

第二次世界大戦後、ソ連は当時の日本の領土であった南樺太及び千島列島に侵攻し、現在に至るまでソ連及びそれを継承したロシア連邦が実効支配を継続している。サンフランシスコ講和条約により日本が放棄し、現在日本政府は国際法上は帰属未定地としている（サンフランシスコ講和条約（日本国との平和条約））。日本には、ロシアによる支配がソ連の不法な侵略に由来するものとし、南樺太及び全千島の返還を求める意見もあるが、現在の日本政府は千島列島南部の択捉島、国後島、色丹島、歯舞群島（いわゆる北方領土）のみの返還を求めており、周辺の排他的経済水域が重要視されている。国会では、まず「実効支配」の定義を確認した上で日本としての主張が議論されている。
- 竹島(朝鮮語名:独島)

竹島は、日本海の南西部韓国の鬱陵島と日本の隠岐の間に位置する島嶼群で、急峻な地形をなす2つの島と周辺の岩礁からなる。日本、韓国および北朝鮮がそれぞれ領有権を主張しており、北朝鮮と韓国は「日本との領土紛争は存在しない」という立場をとっている。以前は人の住めない無人島であったが、現在は韓国の武装警察が常駐し実効支配している。
- 尖閣諸島(中国語名:釣魚群島または釣魚台列嶼)

尖閣諸島は、東シナ海の南西部に位置する島嶼群で、大小8つの島からなる。日本、中華人民共和国および中華民国がそれぞれ領有権を主張しており、現在は日本政府が沖縄県石垣市登野城尖閣として実効支配している。

### 海外
- 北キプロス・トルコ共和国

国家承認しているのはトルコだけであるが、キプロス島北部を実効支配しており、当該地域にキプロス共和国の実効支配は及んでいない。
- カシミール（元イギリス領インド帝国領）

南部をジャンムー・カシミール州としてインドが、北部をアザド・カシミールおよびギルギット・バルティスタンとしてパキスタンが、北東部のアクサイチン地方は中華人民共和国が実効支配している。
- 西サハラ（元スペイン領）

長らく独立運動が継続しており、独立派はサハラ・アラブ民主共和国を宣言し、アフリカ・南アメリカを中心にかなりの数の国の承認を受けているが、ほとんどの地域をモロッコが実効支配している。モロッコはこの地域の領有権を主張しているが、多数の国から認められていない。
- ソマリランド（ソマリア北部、元イギリス領ソマリランド）

ソマリアのアデン湾に面する北部地域が、ソマリ国民運動により1991年に「ソマリランド共和国」として一方的に独立を宣言。
- 朝鮮半島

大韓民国（韓国）、朝鮮民主主義人民共和国（北朝鮮）ともに「朝鮮半島唯一の合法政府」として朝鮮半島全域の領有権を主張しているが、実効支配力は北緯38度線に沿った軍事境界線を境として韓国は南側、北朝鮮は北側のみに及んでおり、互いに相手の国家承認は拒んだ状態が続けている。国連には1991年に同時加盟している。
- 白頭山(中国語名:長白山)

朝鮮民主主義人民共和国が、中朝国境にある白頭山と天池を実効支配している。
- 台湾地区（台湾島、澎湖諸島、金門島、馬祖島）

中華民国政府が実効支配しているが、中華人民共和国政府は自国の領土の一部と主張している。一方で中華民国政府も台湾地区だけでなく現在中華人民共和国政府並びにモンゴル国政府が実効支配する領域も自国の領土であるとしている。世界の多数の国が建前上は中華人民共和国政府を唯一の政府として国家承認し、その主張を支持しているが、実際には中華民国政府とも実務関係を持っている国が多い。
- フォークランド諸島（スペイン語名：マルビナス諸島）

植民地時代にスペインへの帰属が確定し、植民地の独立後主権もアルゼンチンに受け継がれていたと考えられ、1820年にリオ・デ・ラ・プラタ諸州連合に編入されたが、1833年にイギリス軍の攻撃により占領され、以降イギリスが現在に至るまで実効支配を続けている。
- エルサレム

1947年、国際連合によって東西に分割され、国際管理地域とされたが、1948年西部をイスラエルが、東部をヨルダンが占領。1967年イスラエルが全域を占領した。国連安保理は、1980年3月1日に出された「アラブ占領地におけるイスラエル入植地に関する国連安全保障理事会決議465」でエルサレム及び1967年以降に占領した地域の支配権を無効としたが、イスラエルは一部（※東エルサレム除く）をパレスチナ自治区とした他は実効支配を続けている。なお、イスラエルは国家成立から今日まで（法定上の）首都としているが、上記の理由で未だ国際的に首都として認められておらず、各国の大使館等はテルアビブに置かれている。
- アルナーチャル・プラデーシュ州・蔵南地区

本来はチベットの一部。後に当時、独立を目指そうとしていたチベットが、隣接する当時のインドを支配していたイギリスと組みシムラ会議を開催（1914年）、マクマホンライン（チベットとインドの東部国境線）を設定するも中華民国の承認を得られることなく終了。以後、インド独立後も現在に至るまでこの国境線を中国（中華民国及び中華人民共和国）は認めていない。なお、この国境線がきっかけで中印国境紛争（1962年）が勃発した。
- チャゴス諸島

本来はモーリシャスの一部となるべきところをイギリスが実効支配している。2019年に国際司法裁判所並びに国際連合総会からモーリシャスへの返還を求める判決と決議が採択されたものの、法的拘束力がなかったことからイギリス側は返還を拒否し、実効支配を継続していた。
2024年10月3日、ディエゴガルシア島の米軍基地の米軍・英軍使用権の継続を条件に、モーリシャスへの返還で合意した。2025年5月22日、イギリスのキア・スターマー首相はチャゴス諸島のモーリシャスへの「主権移譲」合意に署名した。軍事基地は99年間、リースバックによる租借を行い、40年間の延長可能なオプションが付いている。また、ディエゴガルシア島から半径39km以内では、「緩衝地帯」としてイギリスの同意無しには建設を行えない、第三国軍民のチャゴス諸島入域にイギリスが拒否権を持つなど、イギリスは一定の治外法権を持ち続ける。正式な発効は、イギリス・モーリシャス両国議会の合意が必要となる。